# Rhododendron 'Weston's Popsicle'
Rhododendron 'Weston's Popsicle' — сорт листопадных позднецветущих рододендронов (азалий) гибридного происхождения.

## История
На протяжении трёх поколений семья Мезитт в питомнике Weston занимается селекцией рододендронов адаптированных для выращивания в Новой Англии (зона морозостойкости — 5). При проведении этой селекционной программы особое внимание уделяется созданию сортов для ландшафтного использования. В питомнике выведена группа позднецветущих, так называемых летних, или Саммер-азалий с использованием рододендрона клейкого (Rhododendron viscosum), горного вида рододендрона Бэйкера, или кумберлендского (Rhododendron cumberlandense) и рододендрона древовидного (Rhododendron arborescens). Многие из этих гибридов морозостойки. Листопадные рододендроны выведенные в питомнике называют «Mezitt» или «Weston» серией.

## Биологическое описание
Высота до 120—180 см, ширина около 150 см. Крона вертикальная. Отличается медленным ростом.
Листья блестящие, зелёные, осенью бордовые.
Цветки воронковидные, ароматные, ярко-розовые с оранжевым пятном.
Цветёт в середине-конце июня, после большинства других сортов.

## В культуре
Выдерживает понижения температуры до -31 ºC, -37 °С.
Зоны морозостойкости: 4—8.
Как и все другие рододендроны, этот сорт нуждаются в кислой почве, лучше растёт на полном солнце. рН от 4,5 до 6. Желательно мульчирование. 
Пожелтение листьев может быть связано с излишней жёсткостью почвы или слишком глубокой посадкой.